# إعصار موكا
إعصار موكا (بالإنجليزية: Cyclone Mocha) أو العاصفة الإعصارية شديدة الخطورة موكا (Extremely Severe Cyclonic Storm Mocha) هو إعصار استوائي قوي ضرب شمال المحيط الهندي وأثر على ميانمار وأجزاء من بنغلاديش في مايو 2023. وهو أول عاصفة إعصارية في موسم أعاصير شمال المحيط الهندي لعام 2023، نشأ الإعصار من منطقة منخفضة الضغط لاحظتها إدارة الأرصاد الجوية الهندية (IMD) لأول مرة في 8 مايو. وبعد الاندماج في المنخفض الجوي، سارت العاصفة ببطء باتجاه الشمال والشمال الغربي فوق خليج البنغال، ووصلت إلى شدة الإعصار إلى شديدة للغاية. وبعد خضوعه لدورة استبدال جدار العين، تعزز الإعصار بسرعة، وبلغ ذروته عند كثافة مكافئة من الفئة 5 في 14 مايو وبلغت سرعة الرياح 280 كم/س (175 ميل/س)، وارتبط مع إعصار فاني Cyclone Fani باعتباره أقوى عاصفة مسجلة في شمال المحيط الهندي، من حيث الرياح المستمرة لمدة دقيقة واحدة. ضعف موكا قليلاً قبل أن يصل إلى اليابسة، وسرعان ما أصبحت الظروف غير مواتية، فضعف موكا بسرعة مرة واحدة في الداخل وتبدد بعد ذلك بوقت قصير.
ساعد آلاف المتطوعين مواطني ميانمار وبنغلاديش على الإخلاء مع اقتراب الإعصار من الحدود. كما صدرت أوامر بالإجلاء للمناطق المنخفضة في سيتوي، وباوكتاو، وميبون، وماونجداو، وبوثيداونج. صدرت أوامر في بنغلاديش بنقل أكثر من 500 ألف فرد إلى المناطق الساحلية من البلاد بسبب اقتراب العاصفة. أعلن مسؤولون من الجيش أن ولاية راخين منطقة كارثة طبيعية. كما تضررت العديد من القرى في بلدات ولاية راخين من جراء الإعصار.
أصاب إعصار موكا 712 شخصًا، وقُتل ما لا يقل عن 84 شخصًا، وخلَّف أكثر من 100 في عداد المفقودين، وتسبب في أضرار بنحو 1.07 مليون دولار في جميع أنحاء ميانمار وبنغلاديش.

## تاريخ الأرصاد الجوية
في 2 مايو، بدأت إدارة الأرصاد الجوية الهندية (IMD) في مراقبة إمكانية تطور الأعاصير المدارية في خليج البنغال. زادت هذه الإمكانية من خلال اقتراب المرحلة النشطة من تذبذب مادن–جوليان، والذي ساعد أيضًا في تكوين إعصار فابيان في نصف الكرة الجنوبي. بحلول 7 مايو، أصبحت الرياح المتقاربة مواتية بشكل متزايد لتطوير منطقة الضغط المنخفض. في اليوم التالي، قام كل من مركز التحذير المشترك من الأعاصير (JTWC) و إدارة الأرصاد الجوية الهندية IMD بإعلان تقييم منخفض المستوى جرى تطويره لاحقًا، والذي تم تمييزه باسم Invest 91B. في 9 مايو، قامت إدارة الأرصاد الجوية الهندية IMD بترقية النظام إلى منخفض حيث رُصد الحمل الحراري الشديد في الغلاف الجوي بالقرب من المركز. أصدرت JTWC تنبيهًا بتكوين الأعاصير المدارية على النظام. في 10 مايو، قامت إدارة الأرصاد الجوية الهندية IMD بترقيته إلى منخفض عميق، وبعد ذلك إلى عاصفة إعصارية في 11 مايو وأُطلق عليه اسم موكا. مع التفاف حزم المطر rainbands المتناثرة في المركز واستمرار العواصف الرعدية في الانفجار فوق المركز، حذت JTWC حذوها في ترقية النظام إلى إعصار مداري Tropical Cyclone 01B.

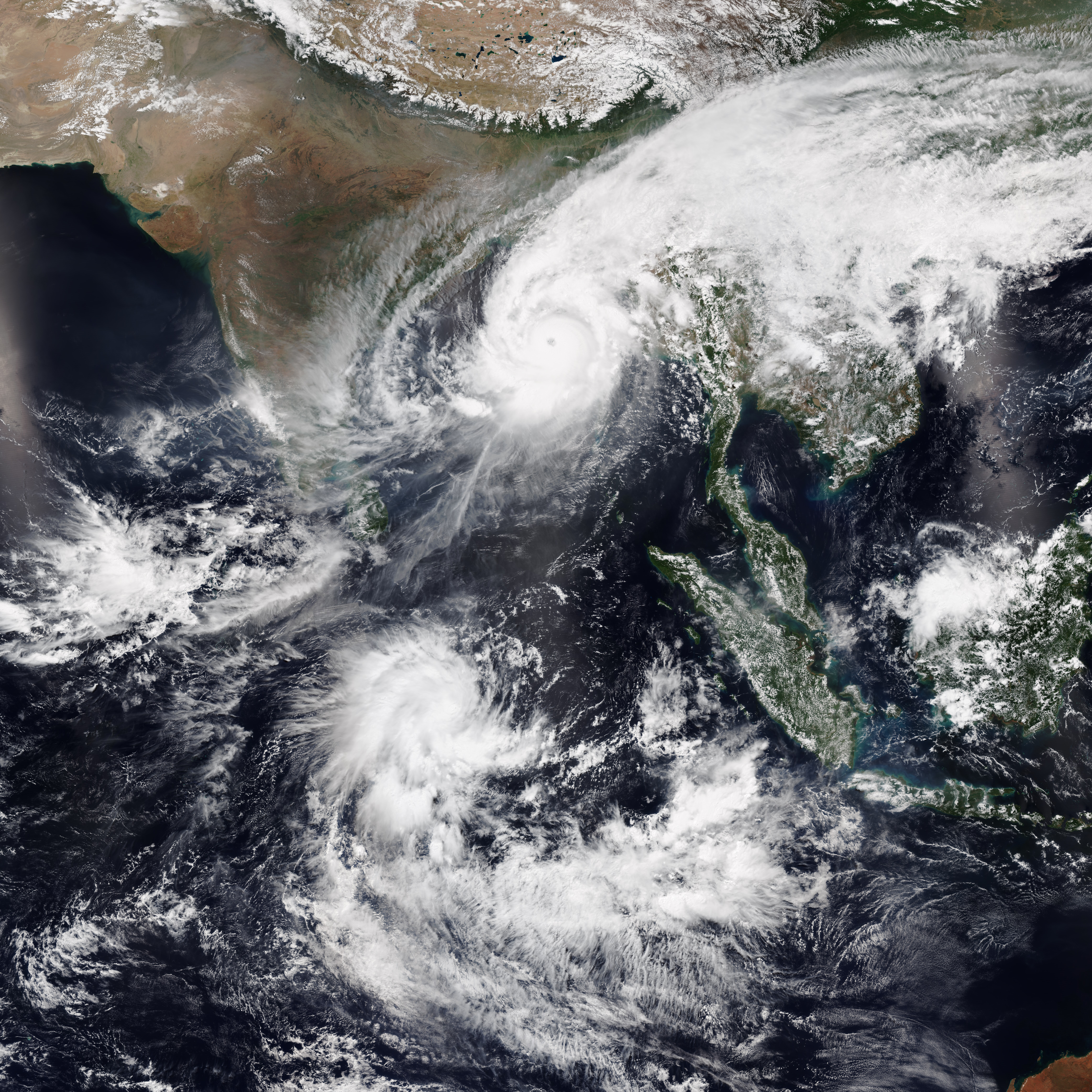
إعصار موكا واضطراب استوائي أسفل خط الاستواء والذي أصبح فيما بعد إعصار فابيان في 13 مايو.

وقع الإعصار على أطراف سلسلة من التلال ذات المستوى الأعلى، وانحرف نحو الشمال فوق خليج البنغال بينما كان ينتظم بثبات. في الساعة 12:00 بالتوقيت العالمي المنسق يوم 11 مايو، قامت IMD بترقية النظام إلى عاصفة إعصارية شديدة مع رياح بلغت سرعتها 90 كم/س (55 ميل/س) لأنها طورت مركزًا كثيف الغيوم. ومع مرور الوقت، تشكلت بنية عين الإعصار وظهرت أحيانًا على صور القمر الصناعي. في 12 مايو، أصبح موكا عاصفة إعصارية شديدة حيث أصبحت عين الإعصار ممتدة ويمكن تمييزها بسهولة. في هذا الوقت تقريبًا، وصلت سرعة الرياح 165 كم/س (105 ميل/س) وفقًا لـ JTWC، أي ما يعادل الفئة 2 من حيث الشدة على مقياس رياح الإعصار Saffir-Simpson (SSHWS). أثناء بلوغ هذه الشدة، تحول الإعصار شمالًا-شمال شرقًا تحت تأثير الدوران المضاد للأعاصير جنوب ميانمار وأخدود قريب. غذى المحتوى الحراري المرتفع للمحيط فوق خليج البنغال فترة من التكثيف السريع، مما جعل موكا في حالة عاصفة إعصارية شديدة للغاية في الساعة 18:00 بالتوقيت العالمي المنسق في 12 مايو. ومع ذلك، سرعان ما توقفت هذه المرحلة من خلال بداية دورة استبدال جدار العين.
بعد الانتهاء من دورته في 13 مايو، أصبح جدار العين محددًا جيدًا، مما أدى إلى فترة أخرى من التكثيف السريع. سهّلت ريح القص العمودية المنخفضة والتدفق القوي للخارج تعزيزه، ووصلت سرعة رياح موكا إلى 240 كم/س (150 ميل/س)، أي ما يعادل قوة الفئة 4 على SSHWS. حقق الإعصار ذروته في الساعة 21:00 بالتوقيت العالمي المنسق، عندما قدرت IMD سرعة الرياح بنحو 215 كم/س (135 ميل/س)، وهي تحت شدة العاصفة الإعصارية مباشرةً. جرى تقييم الضغط البارومتري عند 931 هـبا (27.49 inHg). قدرت JTWC في البداية رياحًا مستدامة لمدة دقيقة واحدة وصلت سرعتها إلى 260 كم/س (160 ميل/س) في الساعة 00:00 بالتوقيت العالمي المنسق في 14 مايو، مما يجعل موكا من الفئة 5 من الإعصار المداري. ومع ذلك، عدلت الوكالة التقدير بعد ذلك إلى 280 كم/س (175 ميل/س)، بارتباطه مع إعصار فاني باعتباره أقوى عاصفة مسجلة في شمال المحيط الهندي، من حيث الرياح المستمرة لمدة دقيقة واحدة.
كان موكا عاصفة كبيرة، وبلغت عين الإعصار نحو 37 كـم (20 nmi). وسرعان ما أصبحت الظروف غير مواتية لموكا بعد الوصول إلى مناطق قص الرياح متوسطة المستوى. تآكلت عين الإعصار بسرعة حيث أصبحت قمم السحابة أكثر دفئا بشكل ملحوظ. وصل موكا لليابسة الساعة 07: 00 بالتوقيت العالمي المنسق شمال مدينة سيتوي في ميانمار، مع رياح مستمرة لمدة 3 دقائق بلغت سرعتها 215 كم/س (135 ميل/س). ثم ضعف موكا بسرعة. أصدرت اللجنة المشتركة نشرتها النهائية عن العاصفة والرياح المستمرة المقدرة بـ 195 كم/س (120 ميل/س). واستمر موكا في الضعف بسرعة بسبب التضاريس الوعرة في ميانمار حيث جرى تخفيض مستواه إلى عاصفة إعصارية شديدة للغاية في الساعة 15: 00 بالتوقيت العالمي المنسق. كما زاد قص الرياح وساهم في الضعف. ظلت الدوامة في الغلاف الجوي، والتدفق الخارجي نحو القطب، مما حافظ على شدة موكا كعاصفة إعصارية طوال تدهوره. في 15 مايو، ضعف موكا إلى منخفض في الساعة 00: 00 بالتوقيت العالمي المنسق خلال مساره من الشرق إلى الشمال الشرقي. ثم في وقت لاحق صُنِّف كمنطقة ضغط منخفض في 03:00 بالتوقيت العالمي المنسق، حيث لم يكن مركزه محددًا تحديدًا جيدًا، مما دفع إلى وقف التحذيرات الخاصة به.

## الاستعدادات

### ميانمار

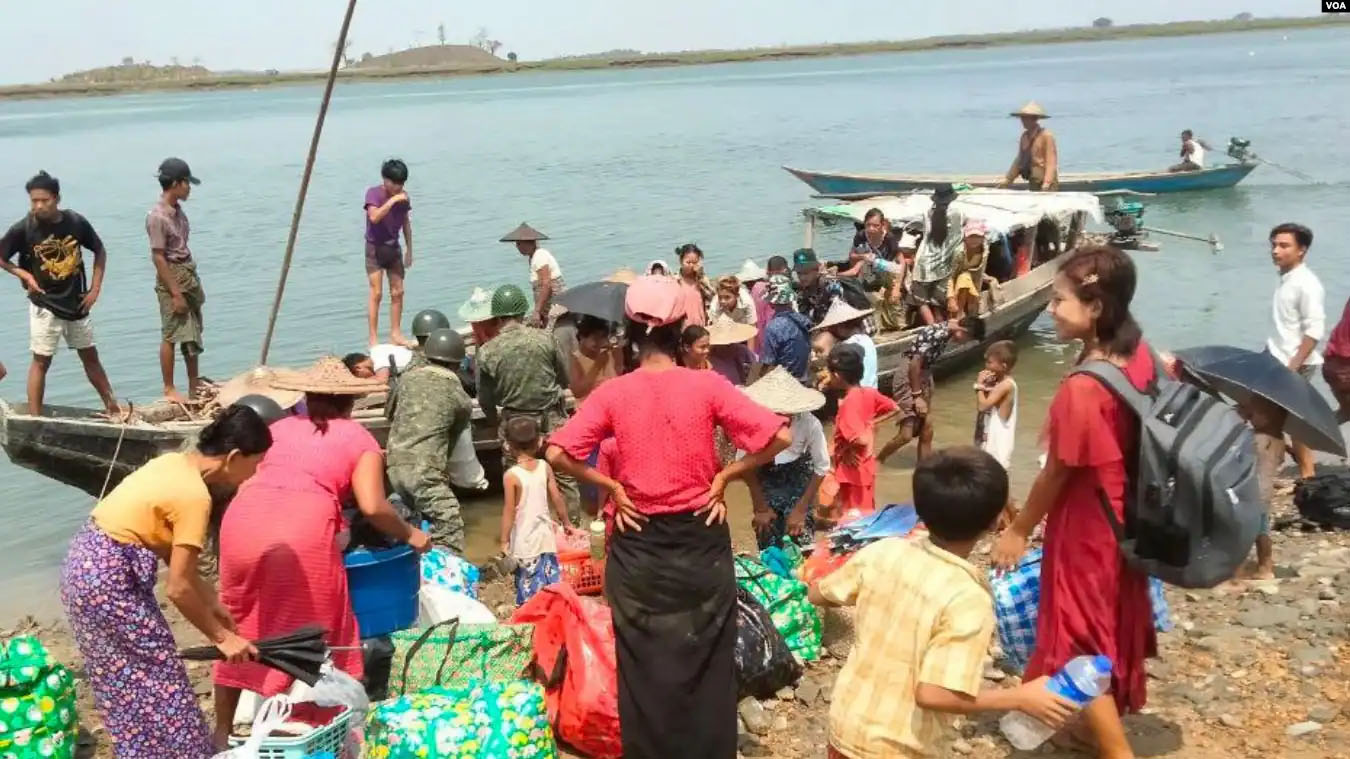
جرى إجلاء السكان المحليين في راخين قبل أن يضرب الإعصار

نصحت السلطات المحلية في راخين السكان بإخلاء المناطق المنخفضة والساحلية في سيتوي، بوكتاو، ميبون، مونغداو، و بوثيداونج، وكان الكثيرون قد بدأوا بالفعل في المغادرة مع اقتراب العاصفة. كانت المجتمعات ووكالات الإغاثة في ميانمار تستعد لوصول إعصار موكا. وكانت جمعيات الإغاثة على استعداد للاستجابة لحالات الطوارئ الرئيسية بدعم من الاتحاد الدولي لجمعيات الصليب الأحمر والهلال الأحمر IFRC. جرى إجلاء أكثر من 78250 شخصا من المناطق المعرضة للخطر، بما في ذلك 18800 داخليا في راخين. استعدت حكومة البلاد لتجهيز مأوى لاستيعاب 100 ألف شخص. وقد جرى إجلاء ما يقرب من 4000 شخص من سيتوي بينما لجأ 20 ألف من السكان الآخرين إلى الملاجئ المحلية. وُضعت فرق بحث وإنقاذ واسعة النطاق على أهبة الاستعداد، تضم 3207 من الأفراد المجهزين بـ 1009 مركبة برية و 242 مركبة مائية. ونُشر العشرات من العاملين في المجال الطبي وفرق الاستجابة السريعة في راخين وتشين. وجرى تجهيز المواد غير الغذائية لأكثر من 10 آلاف شخص. وفقا ل الآسيان، كانت حكومة ميانمار أفضل تجهيزا للتعامل مع الكوارث منذ إعصار نرجس في عام 2008.

صور الأقمار الصناعية بالأشعة تحت الحمراء لإعصار موكا توضح تكثيفه بسرعة قبالة سواحل ميانمار في 13 مايو.

ذكر برنامج الأغذية العالمي WFP في ميانمار إنه يعد الإمدادات الغذائية والإغاثية لدعم أكثر من 400 ألف شخص في راخين والمناطق المجاورة. وفقا ل مكتب الأمم المتحدة لتنسيق الشؤون الإنسانية (OCHA)، كان من المتوقع أن يصل موكا إلى ولاية راخين في ميانمار والمنطقة الشمالية الغربية، حيث يحتاج ستة ملايين شخص إلى مساعدات إنسانية واحتمال وجود 1.2 مليون نازح. أعدت منظمة الصحة العالمية 500 ألف من حبوب تنقية المياه في ميانمار، جنبا إلى جنب مع إمدادات إضافية. وحذر مركز تنسيق المساعدة الإنسانية التابع لرابطة أمم جنوب شرق آسيا AHA من احتمال وقوع "كارثة" وقال إنه ينسق مع جيش ميانمار لنقل الإمدادات الأساسية من المستودعات في تايلاند وماليزيا. وذكر التلفزيون الحكومي أن الحكومة العسكرية مستعدة لإرسال الغذاء والدواء والعاملين في المجال الطبي.

### بنغلاديش
ذكرت المفوضية السامية للأمم المتحدة لشؤون اللاجئين أن "الاستعدادات الطارئة في المخيمات وفي بهاسان شار جارية" بالتعاون مع الحكومة والمنظمات الإنسانية المحلية. قد تتسبب الأمطار الغزيرة الناتجة عن الإعصار في حدوث انهيارات أرضية في شيتاغونغ وكوكس بازار، بالإضافة إلى ثلاث مناطق جبلية أخرى هي: رانغاماتي وباندربان وكاغراشاري، وفقًا للسلطات في بنغلاديش. جرى إجلاء نصف مليون شخص إلى مناطق أكثر أمانًا في جنوب شرق بنغلاديش قبل احتمال حدوث إعصار كارثي. نشرت منظمة الصحة العالمية 40 سيارة إسعاف و 33 فريقًا طبيًا متنقلًا في كوكس بازار. بالإضافة إلى ذلك، قال المنسق الرئيسي للأمم المتحدة للاستجابة للاجئين الروهينجا في بنغلاديش، إن هناك العديد من سيارات الإسعاف والفرق الصحية المتنقلة المتاحة لدعم البنغلاديشيين المحتاجين وكذلك اللاجئين. هذه الفرق مدربة تدريباً عالياً لمساعدة كبار السن والأطفال والمعاقين.
علقت السلطات النقل النهري الداخلي في بنغلاديش في 13 مايو وعمليات الطيران في مطار شاه أمانات الدولي في 14 مايو. وأطلقت حكومة بنغلاديش حملة إجلاء كبيرة لنقل ما يقرب من 500 ألف من السكان على طول السواحل الجنوبية للبلاد. وبحلول 14 مايو، جرى لإجلاء ما يقرب من 1.27  مليون شخص من كوكس بازار وأكثر من 100 ألف شخص من شيتاجونج.

### الهند
قالت إدارة الأرصاد الجوية الهندية (IMD) إنه من المتوقع أن تتلقى منطقة خليج البنغال الجنوبية الشرقية في تريبورا وميزورام وناغالاند وجنوب آسام وأجزاء من مانيبور أمطارًا "غزيرة" إلى "غزيرة جدًا" نتيجة لإعصار موكا. كما طلبت حكومات ولايات تريبورا وميزورام وناغالاند ومانيبور وآسام أن تتخذ إدارة الكوارث وجميع السلطات الأخرى ذات الصلة تدابير وقائية لتقليل الإصابات والأضرار بالممتلكات.

### الصين
قال المركز الوطني للأرصاد الجوية (NMC) التابع لإدارة الأرصاد الجوية الصينية (CMA) إنه يوجد خطر لحدوث فيضانات مفاجئة وانهيارات طينية وانهيارات أرضية في المقاطعات الجنوبية الغربية من يونان والتبت خاصة في سلاسل جبال هنغدوان وشرق جبال الهيمالايا. واستجابة لذلك، قام مقر الولاية لمكافحة الفيضانات والإغاثة من الجفاف برفع مستوى الاستجابة إلى المستوى الرابع، وهو أدنى مستوى للاستجابة للفيضانات.

## التأثير

### ميانمار

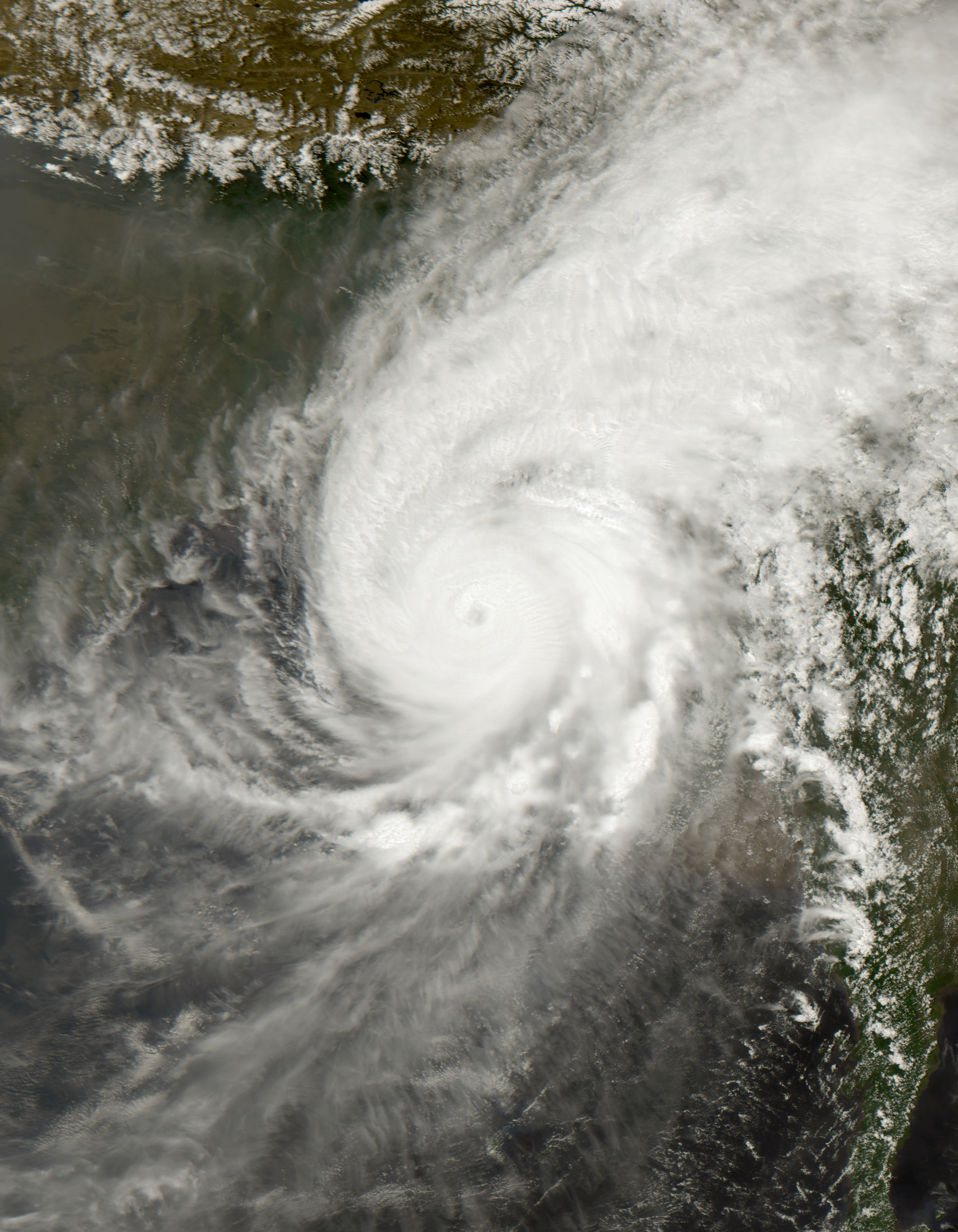
إعصار موكا يقترب من ساحل ميانمار في 14 مايو.

قُدرت موجة العاصفة بما يتراوح بين 3 إلى 3.5 م (9.8 إلى 11.5 قدم) وقد ضربت المجتمعات الساحلية المتأثرة في راخين. غمرت الفيضانات أجزاء من سيتوي، مما أدى إلى غرق الشوارع والمنازل. هبت رياح شديدة وأسقطت برجًا للاتصالات في سيتوي. وتطايرت أسقف المنازل وتطايرت اللوحات الإعلانية من المباني في يانغون. بعد أن وصل الإعصار إلى اليابسة، تضررت شبكات الاتصالات في راخين، وفقًا للأمم المتحدة ووسائل الإعلام المحلية. أبلغت بلدتا شوك و Sinphyukyun [البورمية]
 عن أرقام قياسية لسقوط الأمطار بلغت 218 مليمتر (8.58 بوصة) و 177 مـم (6.97 بوصة) على التوالي، وهي أعلى بكثير من إجمالي الأرقام القياسية السابقة التي كانت أقل بقليل من 100 مـم (3.94 بوصة). فيما يتعلق بالفيضانات، حدد تقدير القمر الصناعي الصادر في 16 مايو أن ما لا يقل عن 895 كيلومترات مربعة من الأرض قد غُمرت بالمياه، مما أدى إلى تشريد أكثر من 141 ألف شخص. كان هذا في استطلاع لحوالي 15،160 كيلومتر مربع.
قُتل ما لا يقل عن 81 شخصًا في ميانمار، معظمهم من اللاجئين الروهينجا. ومن بين القتلى سبعة في ولاية راخين - خمسة منهم في مدينة سيتوي - وخمسة في أجزاء أخرى من البلاد. كما توفيت امرأة في سالين كريك في 14 مايو. دُمِّر ما لا يقل عن 864 منزلاً و 27 مبنى دينيًا و 64 مدرسة و 14 منشأة طبية و 18 مبنى حكوميًا في جميع أنحاء البلاد. هُدمت عدة قرى من بلدات سيتوي ومراك يو وكياوكتاو ومينبيا في ولاية راخين. ففي كياوتاو، دُمر ما يقرب من 90% من المنازل في المدينة. غمرت المياه ما لا يقل عن 10 قرى في بلدة سالين بسبب ارتفاع منسوب المياه في سالين كريك بسبب الأمطار الغزيرة. في جزيرة موناونغ، لقيت امرأتان مصرعهما ودُمر 1000 منزل، بما في ذلك 400 في قرية بياينغ تونغ. في ولاية تشين، دُمر 1000 منزل في ثلاث بلدات. ظل أكثر من 100 شخص في عداد المفقودين وأصيب أكثر من 700 آخرين.
قال سكان في المنطقة المتضررة لرويترز إن ما يصل إلى 100 شخص من الروهينجا ربما قُتلوا، رغم أن وكالة الأنباء لم تتمكن من التحقق من عدد القتلى. وقال موقع ميانمار ناو الإخباري إن المئات في عداد المفقودين و "يخشى مقتلهم". وقال المفوض السامي للأمم المتحدة لشؤون اللاجئين إن اللاجئين لقوا حتفهم بسبب غرقهم في المخيمات وأن أشخاص آخرين في عداد المفقودين.

### بنغلاديش
دُمر ما لا يقل عن 2522 منزلاً في كوكس بازار، وتضرر 10469 منزلًا آخر. وفي جزيرة سانت مارتن، دُمر 700 منزل وأصيب ما لا يقل عن 12 شخصًا من بينهم واحد في حالة حرجة. كان تأثير الإعصار أقل مما كان يُخشى في البداية. دُمر 500 منزل في تكناف. وتوفي ثلاثة أشخاص في جزيرة ماهيشخلي، وتضرر ما بين 50 و 60 منزلاً. بلغ تقدير الأضرار الزراعية في منطقة كوكس بازار 115 مليون ين (1.07 مليون دولار أمريكي). بدأت رياح موكا تهب في بنغلاديش، مصحوبة بأمطار غزيرة. تسببت الأمطار الغزيرة في بنغلاديش، وفقًا للمسؤولين، في أضرار في عدة مناطق.

### الهند
تعرض ما لا يقل عن 154 منزلاً في ولاية ميزورام للتدمير أو لأضرار جسيمة وتضرر 82 آخرين وثمانية مخيمات لاجئين بشكل جزئي. تأثر ما مجموعه 5749 شخصًا في أكثر من 50 قرية بالأعصار. وشهدت مدينة كولكاتا هطول أمطار غزيرة.

### الصين
أُبلغ عن عواصف ثلجية في الجزء الشمالي الغربي من مقاطعة يونان، نتيجة اصطدام الهواء الرطب من بقايا اللإعصار بهواء الشتاء البارد.

## ما بعد الكارثة

### ميانمار
أعلن مسؤولون عسكريون أن ولاية راخين منطقة كوارث طبيعية. وانقطعت الاتصالات عن سيتوي. قام مين أونج هلاينج، زعيم المجلس العسكري في ميانمار، بزيارة سيتوي لتقييم الأضرار وتقديم التبرعات للسكان. وبحسب المنظمات غير الحكومية، فإن الأضرار التي لحقت بالبنية التحتية للطرق والاتصالات، بالإضافة إلى القيود المستمرة التي تفرضها الحكومة العسكرية في ميانمار، جعلت من الصعب الحصول على المعلومات وإرسال المساعدة إلى المنطقة المتضررة. تعهدت Malteser International بتقديم 100 ألف يورو وتوزيع مواد الإغاثة في 15 مايو على المتضررين.

## روابط خارجية
- 01ب.موكا من معمل أبحاث البحرية الأمريكية
- ريليف ويب الصفحة الرئيسية  لهذا الحدث.